# Lucio Genucio Aventinense (console 303 a.C.)
Lucio Genucio Aventinense (fl. IV secolo a.C.) è stato un politico romano.

## Biografia
Fu eletto console nel 303 a.C., con il collega Servio Cornelio Lentulo
Durante il suo consolato, come conseguenza della fine della Seconda guerra sannitica terminata l'anno precedente, 6.000 uomini vennero inviati ad Alba Fucens, nel territorio degli Equi, e 4.000 a Sora, strappata ai Sanniti, per fondare delle colonie romane.